# James Barry (Mediziner)

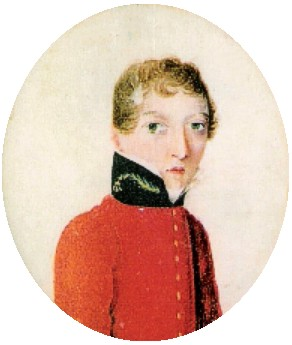
James Barry (gemalt ca. 1813–1816)

James Miranda Barry, geboren als Margaret Ann Bulkley (* vermutlich 1789 in Cork, Königreich Irland; † 25. Juli 1865 in London), war ein irischer Arzt in der britischen Armee. Er diente in Indien und Südafrika, wobei er nicht nur die Bedingungen für die verwundeten Soldaten verbesserte, sondern sich auch für die Veränderung der Lebensumstände der einheimischen Bevölkerung einsetzte. Zu seinen Erfolgen zählt auch der erste erfolgreiche Kaiserschnitt im gesamten Afrika; Mutter und Kind überlebten die Operation.
Die Motivation für die Annahme einer männlichen Identität ist ungeklärt.

## Leben

### Frühe Jahre als Margaret Ann Bulkley in Cork und London
Das genaue Geburtsdatum von James Barry ist unbekannt, er selbst hat mehrfach falsche Daten verwendet, um seine Identität zu verschleiern. Auf Basis eines Briefes der Mutter vom 14. Januar 1805 wird heute 1789 als wahrscheinlichstes Geburtsjahr angenommen. Frühere Annahmen gingen von 1792, 1795 oder 1799 aus.
Die erhaltenen Dokumente über Barrys frühes Leben wurden erst ab 1985 genauer erforscht, zuvor (und teils bis heute) werden die Jahre in Cork und London mit Mythen und Spekulationen ausgefüllt. Barry wurde als Margaret Ann Bulkley in Irland geboren, die Eltern waren der Gemüsehändler Jeremiah und dessen Frau Mary-Ann Bulkley. Die Mutter war eine Schwester von James Barry, einem irischen Künstler und Professor für Malerei an der Royal Academy of Arts. Der Tod des Onkels 1806 und das damit verbundene Erbe eröffneten die finanzielle Möglichkeit eines Studiums.

### Wechsel der Identität und Studium in Edinburgh
Barry wechselte Ende November 1809 die Geschlechtsidentität, änderte Kleidung und Verhalten und den Namen in James Miranda Barry. In dieser Zeit war es für Frauen praktisch unmöglich, Ärztin zu werden, besonders in der Armee. Briefe enthüllen eine Verschwörung zwischen Barrys Mutter und einigen einflussreichen, liberalen Freunden seines Onkels, um ihn in und durch die medizinische Schule zu bringen. Darunter waren der Arzt Edward Fryer (1761–1826), der Anwalt Daniel Reardon sowie der venezolanische Offizier und Revolutionär Francisco de Miranda. Weitere Unterstützung kam von David Erskine, 11. Earl of Buchan, der womöglich nichts von der wahren Identität wusste. Zu anderen Verwandten und Bekannten aus der Zeit in Cork und London wurde der Kontakt rigoros abgebrochen.
Als Student der Literatur und der Medizin wurde Barry an der Universität Edinburgh angenommen, besuchte Vorlesungen bei namhaften Professoren und schloss das Studium 1812 mit einem Doktor in Medizin ab. Danach arbeitete er ein halbes Jahr in einem Krankenhaus in London.

### Militärische Laufbahn

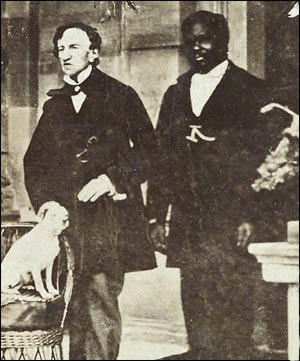
Barry und sein Diener John ca. 1862 in Jamaica

Barry erhielt 1813 eine Kommission als Assistenzarzt in der britischen Armee. Er könnte in der Schlacht von Waterloo eingesetzt gewesen sein. Danach diente er in Indien und Südafrika. Er kam zwischen 1815 und 1817 in Kapstadt an. Nach einigen Wochen wurde er Medizinischer Inspektor für die Kolonie. Während seines Aufenthaltes sorgte er für die Verbesserung des Wassersystems in Kapstadt und führte einen der ersten bekannten erfolgreichen Kaiserschnitte durch – der Junge wurde James Barry Munnik getauft. Barry galt als effeminiert, doch zugleich als unduldsam (er duellierte sich) und als ladies man, dem ein Verhältnis mit einer der Töchter des Gouverneurs Lord Charles Henry Somerset nachgesagt wurde. Er machte sich auch Feinde, weil er die Art der medizinischen Betreuung kritisierte, und verließ Kapstadt 1828.
Seine nächsten Dienststellen waren unter anderem in Mauritius 1828, Trinidad und Tobago und die Insel Sankt Helena. Dort bekam er Probleme, als er ohne Erlaubnis nach England abreiste. Später diente er in Malta, Korfu, der Krim, Jamaika und 1831 in Kanada. Zu dieser Zeit hatte er den Rang eines Inspector General für die Armeekrankenhäuser erreicht. Er geriet während seiner Zeit in Sankt Helena wegen der Innenpolitik der Insel in Schwierigkeiten, wurde verhaftet, nach Hause geschickt und zum Stabsarzt degradiert. Seine nächste Stellung war 1838 in den Westindischen Inseln. Dort konzentrierte er sich auf Medizin, Management und Verbesserung der Lebensbedingungen der Truppen. Er wurde zum Principal Medical Officer befördert. 1845 erkrankte er an Gelbfieber und ging im Oktober zur Gesundung nach England zurück.
Barry wurde am 2. November 1846 in Malta stationiert. Noch im ersten Monat nach seiner Ankunft besetzte er in der Kirche einen Platz, der für die Geistlichkeit reserviert war, und wurde als Folge streng ermahnt. Während seines Aufenthaltes musste er sich 1850 mit einer Choleraepidemie beschäftigen.
Er verließ Malta 1851, um nach Korfu im Rang eines Deputy Inspector-General of Hospitals (stellvertretenden Generalinspektor der Krankenhäuser) zu gehen. 1857 verließ er Korfu wieder und ging als Inspector-General of Hospitals (Generalinspektor der Krankenhäuser) nach Kanada.

### Ruhestand
James Barry wurde 1859 gegen seinen Willen in den Ruhestand versetzt und kehrte nach England zurück. Er verfügte, dass er im Fall seines Todes ohne medizinische Untersuchung bestattet werden soll. Er starb am 25. Juli 1865 an einer Durchfall-Erkrankung.
Vermutlich war eine der Tagelöhnerinnen, die den Leichnam versorgen sollten, das Dienstmädchen Sophia Bishop, die Erste, die seine weiblichen Geschlechtsmerkmale entdeckte. Eine von ihnen behauptete sogar, Schwangerschaftsstreifen erkannt zu haben. Nachträglich erklärten viele Menschen, schon immer etwas gewusst zu haben.
Barry wurde im Kensal Green Cemetery beerdigt, mit seinem vollen Rang und unter dem einzigen Namen, unter dem er bekannt war: James Barry. Sein Diener John kehrte nach Jamaika zurück.

## Galerie

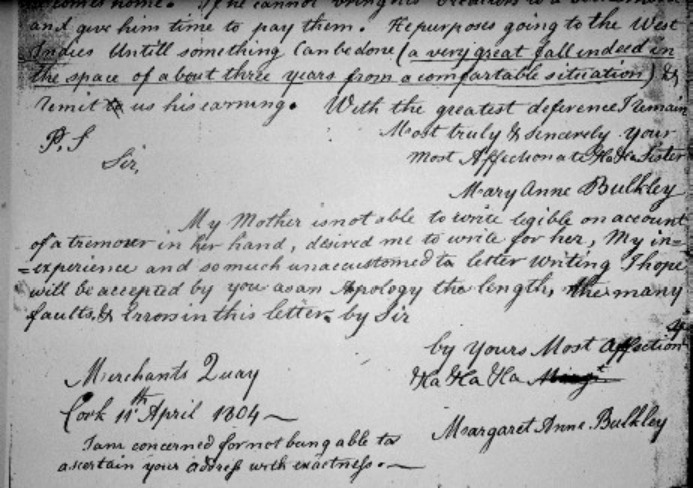
Briefe, in denen Hinweise zu James Barrys Identität enthalten sind
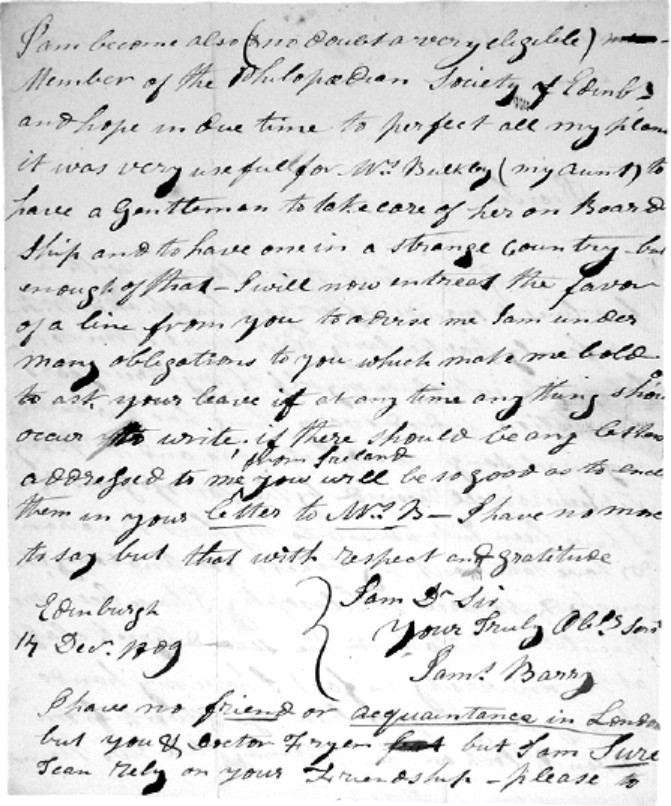
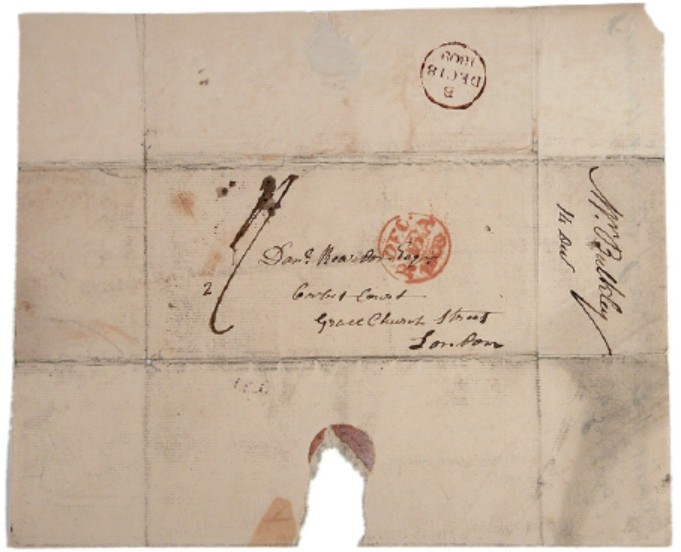
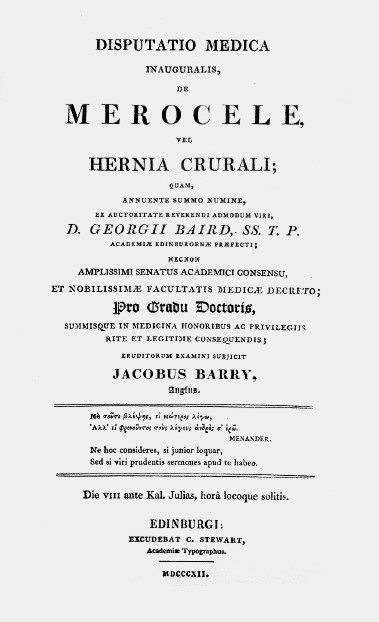
Titelblatt von Barrys Doktorarbeit

### Bücher
- Margaret Bevan: Dr. James Barry, 1795?-1865, inspector-general of military hospitals: A bibliography. Johannesburg Public Library, 1966.
- Michael Du Preez, Jeremy Dronfield: Dr James Barry: A woman ahead of her time. Oneworld, London 2016, ISBN 978-1-78074-831-3
- Ann Heilmann: Neo-/Victorian Biographilia and James Miranda Barry: A Study in Transgender and Transgenre. Palgrave Macmillan, Cham 2018, ISBN 978-3-319-71385-4
- Rachel Holmes: Scanty particulars: The life of Dr James Barry. Viking, London 2002, ISBN 0-670-89099-5
  - Neuauflage: The secret life of Dr James Barry: Victorian England's most eminent surgeon. Tempus, Strout 2007, ISBN 978-0-7524-4139-9
- Isobel Rae: The strange story of Dr James Barry: Army surgeon, Inspector-General of Hospitals, discovered on death to be a woman. Longmans, London 1958.
- June Rose: The Perfect Gentleman: The remarkable life of Dr. James Miranda Barry. Hutchinson, London 1977.
- Alice Wilson: The enigma of Dr James Barry. London 2009.

### Aufsätze
- Moritz Alsberg: Der geheimnißvolle Doctor. In: Die Gartenlaube. Heft 52, 1867 (Volltext [Wikisource]).
- A. D. Bensusan: The medical history of Dr. James Barry. In: South African Medical Journal, Band 39 (1965), Heft 42, S. 1074 f.
- Hercules Michael du Preez: Dr James Barry: The early years revealed. In: South African Medical Journal, Band 98 (2008), Heft 1, S. 52–58d
- Hercules Michael du Preez: Dr James Barry (1789-1865): The Edinburgh years. In: The Journal of the Royal College of Physicians of Edinburgh, Band 42 (2012), Heft 3, S. 258–265 (doi:10.4997/JRCPE.2012.315)
- Hercules Michael du Preez, Jeremy Dronfield: Dr James Barry: The woman who fooled the RCS and deceived the world. In: The Bulletin of the Royal College of Surgeons of England, Band 98, Heft 9 (29. September 2016), S. 396–398 (doi:10.1308/rcsbull.2016.396)
- Hercules Michael du Preez: My search for Dr James Barry. In: Cabo, 2017, Heft 1 (doi:10.10520/EJC-c18b7647e)
- B. Hurwitz, R. Richardson: Inspector General James Barry MD: putting the woman in her place. In: The BMJ, Band 298, Heft 6669 (4. Februar 1989), S. 299–305 (doi:10.1136/bmj.298.6669.299)
- Rebecca Ortenberg: How History Keeps Ignoring James Barry. Science History Institute, 20. Oktober 2020.
- Stephanie Pain: The extraordinary Dr James Barry. In: New Scientist, Band 197, Heft 2646 (8. März 2008), S. 46–47 (doi:10.1016/S0262-4079(08)60615-6)
- Helen Sweet: The Cape Doctor in the Nineteenth Century: A Social History. In: The Social History of Medicine, Band 18, Heft 3 (Dezember 2005), S. 504–506

### Populärliteratur
- Charles Dickens: A Mystery Still. 1867. (Digitalisat)
- Patricia Duncker: James Miranda Barry. Serpent’s Tail, 1999.
  - deutsche Ausgabe: James Miranda Barry. Berlin Verlag, Berlin 1999, ISBN 3-8270-0320-2
- Anne und Ivan Kronenfeld: The Secret Life of Dr. James Miranda Barry. Write Words, 2005, ISBN 1-59431-090-4
- Olga Racster: Dr. James Barry: Her secret story. G. Howe, London 1932.
- Olga Racster, Jessica Grove: The Journal of Dr. James Barry. J. Lane, London 1949.
- Florida Ann Town: With a Silent Companion. Red Deer Press, 2000, ISBN 978-0-88995-211-9

## Materialien
- Edinburgh Research Archive: Disputatio Medica Inaugralis, de Merocele, vel Hernia Crurali. (Dissertation 1812 mit englischer Übertragung)
- Wellcome Collection: The June Rose Collection of papers re Dr. James Barry, Inspector General of Hospitals.
- The National Archives: Dr James Barry: Why was he significant in 19th century medicine?